# كأس ملك إسبانيا 2003–04
كأس ملك إسبانيا 2003–04 (بالإسبانية: Copa del Rey de fútbol 2003-04)‏ هو الموسم 100 من كأس ملك إسبانيا. أشرف على تنظيمه الاتحاد الملكي الإسباني لكرة القدم، وكان عدد الأندية المشاركة فيه 81، وفاز فيه ريال سرقسطة.